# ソシー・ベーコン
ソシー・ベーコン（Sosie Ruth Bacon、1992年3月15日 - ）は、アメリカ合衆国の女優。

## 来歴
ロサンゼルス出身。俳優ケヴィン・ベーコンとキーラ・セジウィックの娘。
2005年、父ケヴィン・ベーコンが監督・主演した映画『バイバイ、ママ』でデビュー。主にテレビドラマを中心に出演、『クローザー』では母キーラ・セジウィックと共演した。『13の理由』ではリバティ高校のバリスタ、スカイ・ミラーを演じてファンの人気を集める。
2014年のミス・ゴールデン・グローブ（ゴールデングローブ賞の受賞者にトロフィーを手渡すサポーター）に選ばれた。
2022年にはAmazon Prime Videoで配信された『思うままの世界』というドラマで主役のひとりであるマンディ役を演じた。

## 主な出演作品

### 映画
| 公開年 | 邦題 原題                                      | 役名                                  | 備考 |
| ------ | ---------------------------------------------- | ------------------------------------- | ---- |
| 2005   | バイバイ、ママ Loverboy                        | エミリー・ストール（10歳）            |      |
| 2018   | チャーリー・セズ/マンソンの女たち Charlie Says | ケイティ/パトリシア・クレンウィンケル |      |
| 2019   | ラスト・サマー -この夏の先に- The Last Summer  | オードリー・ジャーヴィス              |      |
| 2022   | Smile スマイル Smile                           | ローズ・コッター                      |      |

### テレビドラマ
| 公開年    | 邦題 原題                                                      | 役名                               | 備考         |
| --------- | -------------------------------------------------------------- | ---------------------------------- | ------------ |
| 2009      | クローザー The Closer                                          | チャーリー・ジョンソン             | 4エピソード  |
| 2015-2016 | スクリーム Scream: The TV Series                               | レイチェル・マレー                 | 4エピソード  |
| 2016      | アクエリアス 刑事サム・ホディアック Aquarius                   | アン/アンナ                        | 2エピソード  |
| 2017-2018 | 13の理由 13 Reasons Why                                        | スカイ・ミラー                     | 11エピソード |
| 2018      | HERE AND NOW ～家族のカタチ～ Here and Now                     | クリステン・ベイヤー＝ボートライト | 10エピソード |
| 2020      | ナルコス:メキシコ編 Narcos: Mexico                             | ミミ・ウェッブ・ミラー             | 4エピソード  |
| 2021      | メア・オブ・イーストタウン/ある殺人事件の真実 Mare of Easttown | キャリー・レイデン                 | ミニシリーズ |
| 2022      | 思うままの世界 As We See It                                    | マンディ                           | 8エピソード  |